# Banitsa

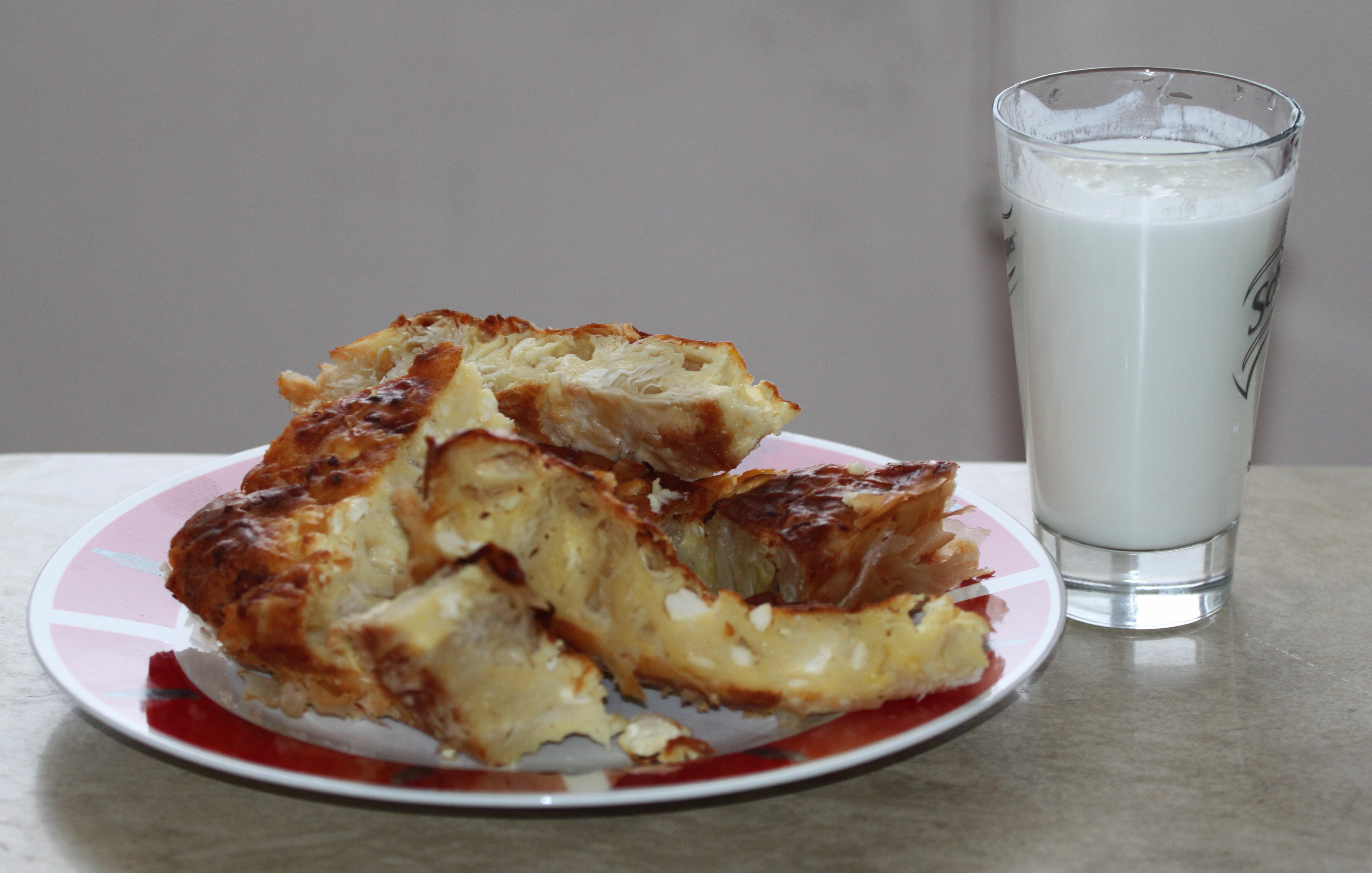
Bànitsa i ayran

Bànitsa (búlgar: баница, també transcrit com a banica i banitza) és un aliment tradicional búlgar preparat per capes amb una mescla d'ous batuts i trossos de formatge entre pasta fil·lo i després cuit en un forn. Els macedonians es refereixen a aquest aliment com a zèlnik, màznik, o menys freqüentment com a pita.
En certes ocasions es fiquen amulets tradicionals en la pasta, sobretot en la nit de cap d'any. Aquests amulets poden ésser monedes o petits objectes simbòlics (com ara, un petit tros d'una branca de sanguinyol amb un brot, que simbolitza la salut i la longevitat). Més recentment, la gent ha començat a escriure els desitjos alegres en petits trossos de paper i els embolica en paper d'alumini. Els desitjos poden incloure la felicitat, la salut, o el succés al llarg de l'any nou (semblant als bescuits de la fortuna).
La bànitsa se serveix per a esmorzar amb iogurt, ayran, o boza. Es pot menjar calenta o freda. Existeixen diferents menes de banitsa amb espinacs (spanàtxena bànitsa), o la versió dolça com la banitsa amb llet (mletxna bànitsa) o amb carabassa (tíkvenik).

## Receptes

### La pasta
Tradicionalment, la banitsa està feta amb fulles de pasta casolana o de fabricació comercial que es preparen a partir de massa dura de forner que inclou farina, ous i aigua. En casa, els fulls es poden allargar estirant contínuament la làmina de massa amb els dits fins que tingui menys d'un mil·límetre de gruix, o mitjançant l'ús d'un corró pastisser en diverses etapes esquitxant oli de canola entre les fulles parcialment separades, o amb una tècnica molt difícil que comprèn moviments que s'agita tot el full sobre el cap del cuiner, que s'assembla a les tècniques de fabricació de la pasta de la pizza. Comercialment les fulles ja s'han estès mecànicament i s'han assecat una mica abans del seu envasat.
Un altre tipus de banitsa es diu tutmanik (тутманик) o poparnik (попарник), que es fa amb fulles fermentades. El farciment habitual és de formatge.

### El farciment
El farciment tradicional està fet de formatge triturat blanc (sirene, formatge feta), iogurt i ous. De vegades s'afegeix hidrogencarbonat de sodi al iogurt, que fa que pugi (l'hidrogencarbonat de sodi reacciona amb l'àcid del iogurt). L'addició de hidrogencarbonat de sodi fa més esponjós el farcit.
Els farcits de vegetals inclouen espinacs, ortigues, porros, cebes, o xucrut. La variant de la col es diu zelnik (зелник) i la variant de porro o ceba es diu luchnik (лучник).
En algunes regions de Bulgària, es fa un farcit amb arròs. També hi ha farcits de carn amb carn picada, ceba, i xampinyons. També hi farcits dolços amb pomes (similars al pastís de poma o al strudel) o carabassa amb nous i canyella. En algunes regions, només s'utilitzen les nous, el sucre i la canyella. La variant de la poma es diu shtrudel (щрудел), i la variant de carbassa es diu tikvenik (тиквеник).
La banitsa amb llet es fa coent les fulles que es submergeixen en la llet amb sucre i vainilla.

## Simbolisme

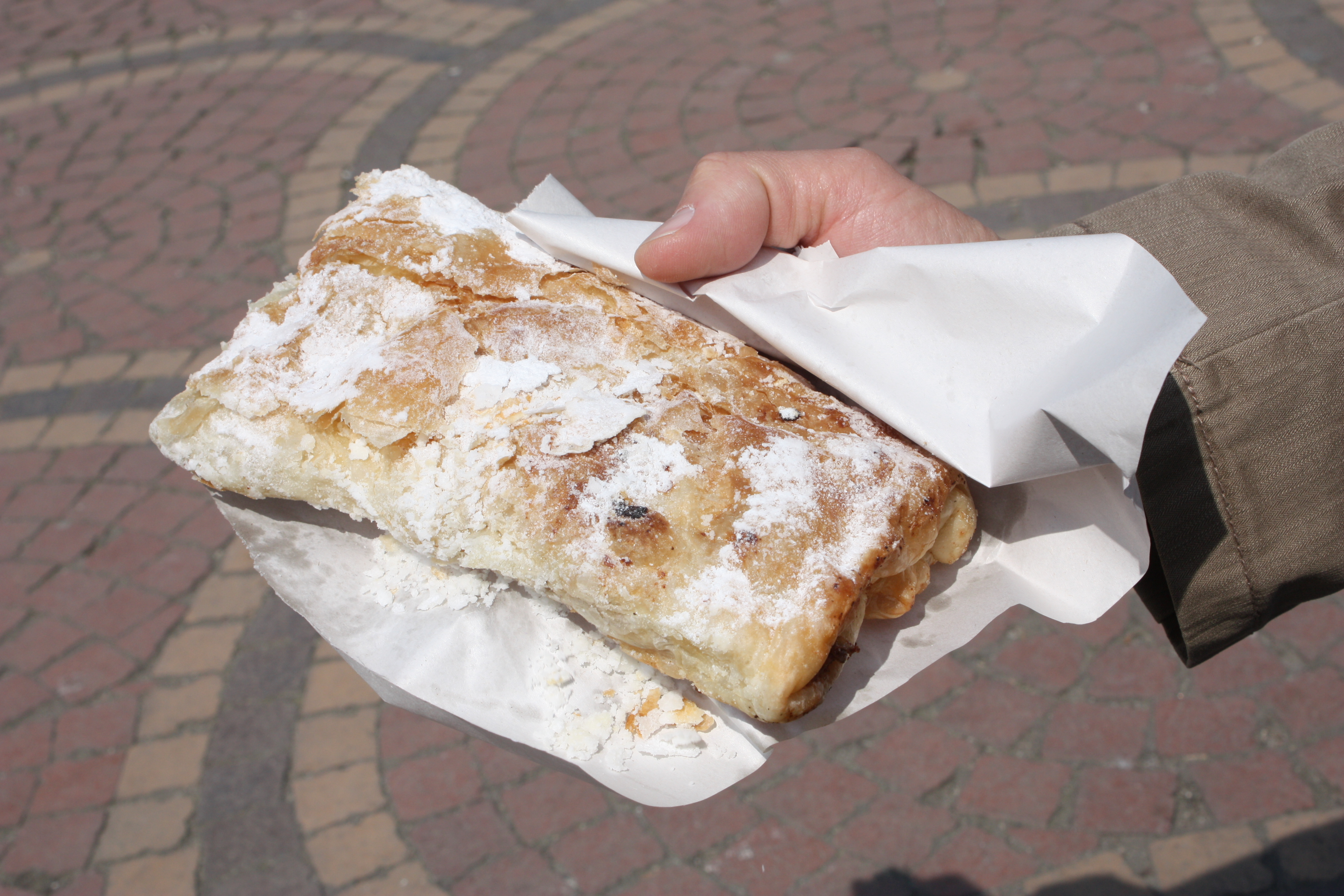
Banitsa en Sofia, Bulgària

En Bulgària, la banitsa és un símbol de la cuina búlgara i de les tradicions.
Tradicionalment, els búlgars preparen i serveixen banitsa en dos dies de festa: Nadal i Cap d'Any. En aquests dies, la gent afegeix kusmeti (literalment «sorts», el que significa sort o amulets de la sort) a la banitsa. Els objectes són generalment petits trossos de branques de sanguinyol amb un nombre variable de brots, que són el símbol de la salut i la longevitat. Les branques estan ocultes a l'interior de la banitsa i s'enforna a continuació. Quan està llest, la banitsa es talla en tantes peces com membres de la família hagi, a més d'una peça addicional per a la llar, i cada peça conté una branca de sanguinyol. S'associa un desig amb cada branca i el diferent nombre de gemmes en la branca ajuda a reconèixer el desig corresponent. Els desitjos són felicitat, salut, èxit, viatges, etc. Llavors, es fa girar la banitsa sobre la taula i cada un pren la peça que està al davant seu un cop ha deixat de girar. A continuació, troben la seva fortuna dins de la peça (la fortuna prediu el que es pot esperar del nou any). Les fortunes més comunes són: amor, salut, matrimoni, fills, viatges, riquesa, etc.
Alternativament, o a més de la kusmeti, alguns afegeixen una moneda o simplement petits trossos de paper amb fortunes escrites en ells (igual que els de les galetes de la fortuna). En aquest cas, s'emboliquen en paper d'alumini per a la seva conservació durant l'enfornat.
La paraula «banitsa» s'utilitza com a comparació d'alguna cosa (principalment documents i papers arrugats), o en mal estat (станал е на баница, arribar a ser com una banitsa). El mateix pot dir-se d'un vehicle molt destrossat després d'un accident.